# 解琥珀酸菌属
解琥珀酸菌属為氨基酸球菌目氨基酸球菌科的一属革兰氏阴性菌。细胞短杆。不产芽孢。分离于瘤胃。此属的模式种也是唯一种为瘤胃解琥珀酸菌(Succiniclasticum ruminis)。

## 下属物种
- 瘤胃解琥珀酸菌 Succiniclasticum ruminis van Gylswyk, 1995